# Bohême aux Jeux olympiques de 1912
L'équipe olympique de Bohême participe aux Jeux olympiques de 1912 à Stockholm. Le royaume de Bohême concoure indépendamment de son appartenance à l'empire austro-hongrois puisque dans ces jeux, il y a des délégations de l'archiduché d'Autriche et du royaume de Hongrie.
La délégation est composée de onze athlètes, cinq cyclistes, 13 escrimeurs, un seul gymnaste, un seul rameur, 8 tennismen, quatre lutteurs. Les trois nageurs engagés ne se présentent pas aux épreuves.
La Bohême ne remporte aucune médaille.